# Тонгибари
Тонгибари (бенг. টঙ্গিবাড়ী, англ. Tongibari) — город в центральной части Бангладеш, административный центр одноимённого подокруга. Площадь города равна 6,61 км². По данным переписи 2001 года, в городе проживало 13 148 человек, из которых мужчины составляли 53,49 %, женщины — соответственно 46,51 %. Уровень грамотности населения составлял 42,4 % (при среднем по Бангладеш показателе 43,1 %).